# Kiyosu
Kiyosu è una città giapponese della prefettura di Aichi. In essa viveva il mangaka Akira Toriyama, celeberrimo autore di Dragon Ball, Dottor Slump e Arale, Wonder Island (il suo primo manga famoso) e, più di recente, Kintoki, manga presentato al concorso "Top of the super legends".